# Bolbaffroides kubaricus
Bolbaffroides kubaricus is een keversoort uit de familie cognackevers (Bolboceratidae). De wetenschappelijke naam van de soort werd in 1978 gepubliceerd door Jan Krikken.